# Книга, Моисей Иванович
Моисей Иванович Книга — советский учёный, доктор сельскохозяйственных наук, профессор, член-корреспондент ВАСХНИЛ.

## Биография
Родился в 1903 году в селе Ковяги. Член КПСС.
С 1930 года — на хозяйственной, общественной и политической работе. В 1930—1974 гг. — агроном-зоотехник Дергачевского района, главный зоотехник Новоивановского сахкомбината Богодуховского района Харьковской области, ассистент, доцент, заведующий кафедрой технологии продуктов животноводства, заместитель директора по учебной и научной работе, участник Великой Отечественной войны, декан зоотехнического факультета, ректор, научный руководитель научно-исследовательской лаборатории технологии молока Харьковского зооветеринарного института.
Умер в Харькове в 1994 году.